# Basarán
Pour les articles homonymes, voir Basaran.
Basarán est un village de la province de Huesca, situé[Où ?] à environ huit kilomètres au sud-ouest de Broto, à laquelle il est rattaché administrativement, à 1 187 mètres d'altitude. Asín de Broto est le village habité le plus proche. 
La première mention du village dans des sources écrites remonte à 1042. L'église romane du village date du XIe siècle et est dédiée à saint Michel et saint Urbice. Elle a été déplacée et reconstruite pierre par pierre à proximité de la station de ski de Formigal. 
Basarán a compté jusqu'à 15 maisons occupées et 121 habitants d'après le recensement de 1921. Le village est complètement inhabité depuis la fin du XXe siècle. 